# 牧野憲人
牧野 憲人（まきの けんと、1990年5月3日 - ）は、日本のシンガーソングライター。静岡県出身。
音楽ユニット「くじら座」のボーカル&ギターを担当。

## 略歴
- 2017年4月、静岡県静岡市駿河区の公式キャラクター「トロベー」のテーマソング「トロベーといっしょ」を作詞作曲(くじら座)。

- 「トロベーといっしょ」は、静岡市役所葵区役所、駿河区役所のエレベーターBGMとなっている。尚、駿河区役所の電話保留音にもなっている。